# Оснер, Ганс Конрад
Ганс Конрад Оснер (нем. Hans Konrad Ossner, 1 марта 1673, Нойнхоф, Баварское курфюршество — 18 августа 1747, Санкт-Петербург) — немецкий скульптор, резчик по дереву и архитектор; один из первых скульпторов-иностранцев,приглашённых в Россию при Петре Великом.

## Биография
Уроженец маленького города поблизости от Нюрнберга, Оснер учился своему искусству, вероятно, сначала в Нюрнберге, а затем, достоверно, в Ульме.
Прибыв в Санкт-Петербург вскоре после основания города, Оснер был буквально завален работой: он создавал золочённые и раскрашенные деревянные и гипсовые статуи а также лепнину в императорских дворцах и в домах знати, которые массово возводились в городе в то время. Недолговечность использованных материалов в сочетании с тем, что первоначальные петербургские дворцы в дальнейшем неоднократно перестраивались, привели к тому, что большинство работ Оснера не сохранились до наших дней. 
Наиболее известной сохранившейся работой Конрада Оснера является центральный барельеф Петровских ворот Петропавловской крепости. Оснером также были выполнены многие работы на Петергофском Большом каскаде; причём известно, что он является автором по крайней мере двух сохранившихся до нашего времени барельефов: «Триумф Амфитриты» и «Похищение Деяниры кентавром Нессом». Оснером также были созданы первые фигуры драконов для петергофского каскада «Шахматная гора». По его же моделям были созданы деревянные раскрашенные фигуры кита и «морских быков» для фонтана «Китовый» (не сохранились).
В 1736 году Оснер составил неосуществлённый проект перепланировки здания, сегодня известного, как Дом академиков на Васильевском острове. Ему же, на основании стилистического сходства, приписываются деревянные скульптурные композиции, существовавшие в начале XX века в верхнем храме Богоявленского монастырского собора на Никольской улице в Москве. 
Реальный вклад Оснера в развитие русской скульптуры может быть значительно выше, как потому, что часть его работ могут оставаться невыявленными, так и потому, что некоторые более поздние скульптуры (в частности в Петергофе), заменившие первоначальные работы Оснера, могут быть их копиями, или, по крайней мере, вольными повторениями. 
Сын Ганса Конрада Оснера, Иоганн Оснер, также был скульптором, работавшим в России.

## Оценка творчества
Искусствоведы Н. И. Архипов и А. Г. Раскин характеризуя нанятых Петром I для работы в России скульпторов, резчиков, литейщиков, чеканщиков  и других мастеров, утверждают что

Среди ряда посредственных скульпторов выделялся своей работоспособностью и профессиональной подготовкой скульптор Конрад Оснер, лишенный, однако, подлинной творческой фантазии и чувства классической формы.

Еще более критично (хоть и с оговоркой) оценивает творчества Оснера историк искусства Г. М. Преснов:

Одно из наиболее достоверных произведений Конрада Оснера-отца — известный барельеф Петровских ворот Петропавловской крепости, в котором его автор представляется мастером достаточно неуклюжим, плохо справлявшимся с композицией и моделировкой форм. Правда, барельеф, вырезанный из дерева, неоднократно подвергался реставрации, почему едва ли все его вопиющие формальные недостатки следует отнести за счет малой грамотности автора.

## Галерея
- «Триумф Амфитриты»
- «Похищение Деяниры кентавром Нессом»
- Петровские ворота Петропавловской крепости, общий вид. Барельеф Оснера размещён над орлом по центру.